# 超光速グランドール
『超光速グランドール』（ちょうこうそくグランドール）は、1997年7月25日に発売されたバンダイビジュアル制作のPlayStation用アクションゲーム。また、それを原作とした同年8月25日発売のOVA作品（全3巻）、同年11月21日発売のドラマCD。また、コミック版が月刊ドラゴンJr.で連載されていた。

## 概要
ステージは迷路のように入り組んでおり、多くの敵やトラップが待ち受けている。状況に応じた武器が用意されており任意に切り替えが可能となっている。ステージの最後にはボスキャラがいるが、クリアすると主人公のスーツがパワーアップして、特殊能力が増えていく。また、場面によっては会話イベントが発生し、人間関係や物語が展開する。

## あらすじ
主人公・天城ひかるは大好きな先輩と並んで歩いていたところ、いきなりシギルという女性に楢崎先輩を人質に取られ、「王家の鎧」を要求される。その時、ひかるの家からグランスーツという強化装甲が飛び出して、彼女の身体と一体化した。
その鎧はシギルの求めていた「王家の鎧」であり、ひかるは正義のヒロイン・グランドールとしてシギルを撃退しようとするも、シギルは楢崎先輩を連れ去ったまま逃走。
かくして、ひかるはよくわからぬまま悪との戦いに身を投じる中で、自らの出生の秘密についても触れていくのであった。

## 登場人物
天樹ひかる（あまぎ ひかる）/ グランドール
声：岩男潤子
本作の主人公である市立神浜高校1年生。大きな眼鏡と二つに結わえた髪の16歳。ドジでおっちょこちょいな所がある。特撮マニアであり、ヒーローにあこがれていた。シギルの襲撃に遭っていたところ、王家の鎧をまとい、正義のヒロイン・グランドールに変身するきっかけを得た。中学時代から眼鏡をかけているが、グランチェンジをすると一時的に視力が上がる。
その正体はグラン星の王女であり、グラン星がフリードシャルフの侵攻によって滅亡寸前に、本当の両親である王と王妃によって王家の鎧とともに地球へと脱出させられた。
シギル
声：宮村優子
ひかるをライバル視しているフリードシャルフ配下の一人。プライドが高い孤高の剣士。
はるな
声：池澤春菜
楢崎（たるさき）先輩
声：森川智之
ひかるの憧れの先輩。序盤にシギルにさらわれ、ひかるがグランドールへ変身するきっかけとなる。
グランナイト
声：大塚明夫
グラン星の秘宝である王家の鎧に宿る意志であり、ひかると融合しない状態での自立行動も可能。
天樹浩一（あまぎ こういち）
声：安井邦彦
ひかるの養父。
天城ミキ（あまぎ ミキ）
声：水谷優子
ひかるの養母。
ガービッジ
声：宇垣秀成
フリードシャルフ配下の一人。破壊と殺戮を楽しむ戦闘狂。
ペオース
声：大塚明夫
フリードシャルフ配下の一人。性格は陰険で可愛い女の子が嫌い。
フリードシャルフ
声：緑川光
王家の鎧を奪うためにグラン星を滅ぼし、地球に侵略してきたシギルたちの総司令官。性格は冷酷で自信家。
田逆（たさか）
声：伊崎寿克
夏美（なつみ）
声：白石文子
冬子（ふゆこ）
声：江口美里

## OVA
キャストはゲームと同じ。

### スタッフ
- 企画：渡辺繁
- 企画協力：あかほりさとる
- 原作：長谷川勝己
- プロデューサー：杉田敦、小山仁一郎、植田もとき、高岡広明
- キャラクターデザイン・デザインワークス・総作画監督：山下敏成
- 作画監督：服部憲知
- デザイン協力：佐山善則
- 美術監督：長尾仁
- 撮影監督：白井久男
- メインタイトル：黒田やすひろ、Digital-ZERO
- 音響監督：田中英行
- 音楽：PAROME
- 音楽制作協力：エアーズ、RADIX
- 監督：殿勝秀樹
- 製作：バンダイビジュアル

### 主題歌
- ED「そっと誓う瞬間-とき-」（作詞：奥井雅美　作曲：矢吹俊郎　編曲：矢吹俊郎　唄：岩男潤子）

## 関連商品

### CDアルバム
- 超光速グランドール　バンダイ・ミュージックエンタテインメント　1997年11月21日発売

### ビデオ
- Vol.1「愛と爆発のグループ交際」　1997年8月25日発売
- Vol.2「転校生は素敵なヒロイン」　1997年10月15日発売
- Vol.3「告白…勇気をください…」　1997年12月18日発売

### 書籍
- 超光速グランドール プレイステーション必勝法スペシャル　勁文社　1997年8月10日発売